# Lily Franey
Lily Franey, née à Paris en 1947, est une photographe française. 

## Biographie
Lily Franey devient photographe professionnelle dans les années 1980 et entre à l’agence Rapho en 1988. Elle a publié ses photographies sur le Sahara, les Berbères du Haut Atlas, les Indiens Miskitos au Nicaragua, les réfugiés du Guatemala au Mexique et la famine en Éthiopie et au Soudan dans de nombreux magazines. 
Ses photographies de femmes au travail, d’enfants du monde ou encore des cheminots ont fait l’objet de plusieurs expositions. Elle a photographié de nombreux artistes dont Robert Doisneau, Didier Daeninckx, Janine Niepce, Willy Ronis, Hans Silvester, Sabine Weiss. Ses photographies illustrent plusieurs ouvrages dont L'Auvergne au futur antérieur et L'Abécédire. À la suite de son exposition « Le travail au féminin singulier » où elle fait témoigner des femmes qui font un métier « réservé aux hommes », elle a réalisé deux documentaires : Femmes d’atelier et Cheminotes avec Regards productions multimédia, entreprise de production familiale qu’elle a créée avec son époux Jean Pierre Franey, réalisateur et son fils Fabien, chef opérateur/réalisateur. 
Elle a co-réalisé de nombreux autres films parmi lesquels Les enfants du canal, un an après, Goodyear, une entreprise meurtrie, Je suis sans papiers diffusés par la chaîne LCP Assemblée nationale et en 2018 un documentaire sur l’histoire de l’agence Rapho : Rapho une agence Parisienne suivi de Années 30 Paris capitale mondiale de la photographie diffusés par les chaines TV Histoire et Demain.TV,,,.

## Expositions
- Femmes au quotidien, ville de Villeneuve-le-Roi, 1989
- Soweto, Association contre l'apartheid, 1990.
- Les droits de l’enfant, Comité d'entreprise Cheminots, 1990.
- Cuba au quotidien, Association An bateau pour Cuba, 1991.
- Jeunes d’un regard à l’autre, ville de Saint-Ouen, 1991.
- Machinistes en vue, RATP, 4m x3 m dans le métro, parrainée par Robert Doisneau, 1991.
- Des femmes photographes racontent, Musée d’histoire contemporaine exposition Collective, 1992.
- Tout-petits, Maison Robert Doisneau, 1996.
- Les retraités de Vitry, Association des Retraités de Vitry, 2001.
- Pour lutter contre la faim dans le monde, mécénat Nestlé France, 2002.
- L’Auvergne au futur antérieur, aide à la création CCAS/EDF/GDF, 2002.
- Femmes au féminin singulier, aide à la création CG Val-de-Marne, 2005, présentée au festival international de l’image de Nancy en 2012.
- Le monde du travail, Musée des Invalides, acquisition de 43 photographies par le musée d’histoire contemporaine, 2008.
- Les derniers jours de l’apartheid, exposition virtuelle Gamma-Rapho, 2015.
- Métiers et savoir-faire, collectif Chambre noire[9], Galerie Négatif+, 2016.
- "Je, tu, il, elle, nous avons des droits[10]", galerie La Chambre claire, commissariat Laurence Le Guen, université de Rennes 2, mars-septembre 2020.

## Spectacles/performances
- Miroirs d’eau - Travail en studio sur les sculptures textiles et le corps féminin, Performance autour de l’exposition à la piscine de Villeneuve le Roi, Exposition à la Bibliothèque, projection sur un poème de Arthur Rimbaud « Ophélie », Institut du monde arabe, 1996.
- Tout dire - Histoire d’amour, Inspiré du poème de Paul Eluard, Exposition Agence Centrale de Publicité,1992.
- Transfiguration de Paris, spectacle réalisé à partir de photographies évoquant les textes d’Aragon, Théâtre Jean Vilar à Vitry, 1992.
- Je reviendrai et je serai des millions, projection des photographies Les enfants ont des droits, dans la pièce de théâtre de la Cie Jolie Môme,  L’ Epée de Bois Cartoucherie de Vincennes, 2003.

## Publications
- Éthiopie, la face cachée, édition Messidor,1986.
- L'Année Mandela, édition Messidor, 1990.
- Regard sur le travail, édition Avancées, 1990.
- Portrait de Robert Doisneau pour la couverture du livre Mes gens de plume, édition La Martinière.
- Le Temps des femmes, édition La Différence, 2000.
- L'Abécédire, édition Rue du monde, en collaboration avec Alain Serres et Olivier Tallec, 2002[11].
- L'Auvergne au futur antérieur, éditions du Miroir, 2002.
- Mon premier livre de citoyen du monde, édition Rue du monde, 2012.
- Ligne 11, édition Bruno Leprince, 2013.
- Nelson Mandela, éditions Yomad, 2020.

## Documentaires audiovisuels
- Femmes d’atelier, Odyssée, 2005.
- Les cheminotes, Odyssée, 2005.
- Le Canal un an après, LCP, 2007.
- Fins de mois difficiles, LCP, 2008.
- La disparition des dragons, Clermont 1er, 2009.
- Good Year, une entreprise meurtrie, LCP, 2010.
- La poule folle, Clermont 1ère, 2010.
- Je suis sans papiers, LCP, 2012.
- Des racines et des veines, Clermont 1ère , 2013.
- La fragilité des choses solides, KTO, 2015.
- Tamèrantong ! Une école du vivre ensemble, Demain TV, 2016.
- Enfance invisible, Association Intermède Robinson, 2016.
- Rapho, une agence parisienne, Demain TV, 2017.
- Années 30, Paris capitale mondiale de la photographie, Histoire, 2019.